# Cesare Viganò
Cesarino Viganò (Triuggio, 5 giugno 1950) è un imprenditore e dirigente sportivo italiano.
È stato il presidente del Calcio Padova dal 1996 al 2000.

## Biografia
Impresario brianzolo nel ramo finanziario, già vicepresidente dell'Inter ai tempi di Ernesto Pellegrini, nel 1996 acquista il Calcio Padova assieme ad altri due imprenditori friulani (Alfieri Corrubolo e Vittorio Fioretti). Partito dalla Serie A, in quattro anni ottiene tre retrocessioni (Serie B nel 1996, Serie C1 nel 1998 e Serie C2 nel 1999). Contestato ripetutamente dalla tifoseria, nel giugno del 2000 lascia la società ad Alberto Mazzocco.